# Sarcoglottis fasciculata
Sarcoglottis fasciculata là một loài thực vật có hoa trong họ Lan. Loài này được (Vell.) Schltr. miêu tả khoa học đầu tiên năm 1920.